# The Mick
The Mick è una serie televisiva statunitense trasmessa dal canale statunitense Fox dal 2017 al 2018 composta da due stagioni.

## Trama
Mackenzie Molng, detta «Mickey», è una rozza ed esuberante donna di Rhode Island la quale ha trascorso tutta la vita sottraendosi a qualsiasi parvenza di responsabilità. Intelligente e divertente, nonostante tutte le apparenze, lei ha bisogno soltanto di una possibilità. Questa arriva quando raggiunge il Connecticut in cerca di un aiuto economico dalla ricca sorella, ritrovandosi per le mani molto di più quando scopre che sorella e cognato hanno lasciato il Paese per sottrarsi alle accuse di frode. Deve però nel contempo assumere la tutela dei tre nipoti tutt'altro che trattabili: la diciassettenne Sabrina, ambiziosa e in contrasto con il mondo, il tredicenne Chip, arrogante e devoto al potere dei soldi, e il piccolo Ben.
Aiutata dalla domestica Alba e dallo pseudo-fidanzato Jimmy, Mickey s'immerge nel nuovo ruolo di genitore, attingendo al suo intero repertorio di maniere forti ed eticamente scorrette.

## Episodi
| Stagione         | Episodi | Prima TV USA | Prima TV Italia |
| ---------------- | ------- | ------------ | --------------- |
| Prima stagione   | 17      | 2017         | 2017            |
| Seconda stagione | 20      | 2017-2018    | 2018            |

## Personaggi ed interpreti

### Personaggi principali
- Mackenzie «Mickey» Molng (stagioni 1-2), interpretata da Kaitlin Olson e doppiata da Eleonora De Angelis.
- Sabrina Pemberton (stagioni 1-2), interpretata da Sofia Black D'Elia e doppiata da Letizia Ciampa.
- Alba (stagioni 1-2), interpretata da Carla Jimenez e doppiata da Francesca Guadagno.
- Chip Pemberton (stagioni 1-2), interpretato da Thomas Barbusca e doppiato da Riccardo Suarez.
- Ben Pemberton (stagioni 1-2), interpretato da Jack Stanton e doppiato da Gabriele Meoni.
- Jimmy (stagioni 1-2), interpretato da Scott MacArthur e doppiato da Simone Mori.

### Personaggi ricorrenti
- Liz, interpretata da Susan Park.
- Teddy Grant, interpretato da Dave Annable e doppiato da Andrea Lavagnino.
- Geno Pinero, interpretato da Hector Buentello.

## Produzione

### Sviluppo
L'episodio pilota, è stato scritto da Dave e John Chernin e diretto da Randall Einhorn. I Chernin, Kaitlin Olson e Einhorn sono i produttori esecutivi. La serie è stata interamente girata ad Hollywood.

### Casting
Il 29 febbraio 2016, entra nel cast Sofia Black D'Elia nel ruolo di Sabrina. Due giorni dopo, il 2 marzo 2016, si unì anche Kaitlin Olson. Thomas Barbusca, Jack Stanton e Carla Jimenez si sono uniti il 18 marzo 2016, mentre Susan Park interpreta Liz. Il 10 ottobre 2016, Dave Annable entra nel cast nel ruolo di Teddy Grant.
Il 2 settembre 2017, viene annunciato l'ingresso di Michaela Watkins, che interpreterà Trish nella seconda stagione.

### Rinnovi
ll 21 febbraio 2017, la serie viene anche rinnovata per una seconda stagione, che andrà in onda dal 26 settembre 2017. L'8 novembre 2017, Fox, ordina 20 episodi, per la seconda stagione. Il 10 maggio 2018, viene cancellata dopo due stagioni.

## Distribuzione
La serie ha debuttato negli Stati Uniti il 1º gennaio 2017 e, visto l'incoraggiante successo riscontrato, l'11 gennaio successivo, Fox ha allungato la prima stagione da 13 a 17 episodi.
In Italia, la serie viene trasmessa sul canale satellitare Fox Life dal 28 febbraio 2017.

## Accoglienza

### Ascolti
L'episodio pilota negli Stati Uniti è stato seguito da 8.58 milioni di telespettatori, rappresentando in tal modo il più alto debutto televisivo della stagione.

### Critica
La serie viene accolta in maniera tiepida da parte della critica. Sull'aggregatore di recensioni Rotten Tomatoes registra un indice di gradimento del 58% basato su 26 recensioni con un voto medio di 6,1 su 10 e un giudizio riassuntivo che recita: «Il notevole fascino di Kaitlin Olson non è sufficiente per evitare che la divertente The Mick cada preda di trame convenzionali e difficili da sviluppare per i personaggi.»
Su Metacritic, invece ha ottenuto un punteggio di 50 su 100 basato su 27 recensioni.